# 玉村町立中央小学校
玉村町立中央小学校（たまむらちょうりつ ちゅうおうしょうがっこう）は、群馬県佐波郡玉村町にある公立小学校。

## 沿革
- 1982年（昭和57年）
  - 7月14日 - 新設校建設促進委員会発足。
  - 9月1日 - 校舎・食堂棟着工。
  - 9月7日 - 玉村町立中央小学校と命名。
- 1983年（昭和58年）
  - 2月28日 - 校舎棟・食堂棟完成。
  - 3月27日 - 校舎・食堂棟落成式挙行。
  - 4月1日 - 辞令交付。職員19名着任。
  - 4月8日 - 第1回入学式挙行。
  - 7月18日 - プール落成式。
  - 7月21日 - 校歌・校章選考並びに校旗作成委員会総会開催。
  - 12月20日 - 体育館完成。
- 1984年（昭和59年）
  - 1月28日 - 開校記念行事開催。校旗・校歌の披露。
  - 3月27日 - 第一回卒業式挙行。
- 1985年（昭和60年）
  - 3月21日 - アラーム工事。
  - 4月16日 - テレビ受像器取り付け（5・6年教室）
  - 4月24日 - 米づくり学習開始。
  - 12月14日 - 第一回収穫祭。
- 1987年（昭和62年）
  - 1月30日 - 低学年用砂場の設置。
  - 12月18日 - 食堂棟コンテナー室にアコーディオンカーテンを取り付け。
- 1989年（平成元年）
  - 2月2日 - 校庭南東へ、長沼繊維株式会社から寄贈された椎と樫移植。
  - 3月 - この月から翌月にわたり、校庭南東へ長沼繊維株式会社から寄贈された椎と樫を移植。
- 1990年（平成2年）
  - 3月12日 - 「楠の木植樹」玉村町ふるさと創生事業。
  - 4月12日 - 学校保健実践推進校県指定（平成2・3年度)
  - 11月30日 - ヘルメット販売並びに校外での着用。
- 1991年（平成3年）
  - 6月8日 - エアコン取り付け。
  - 7月25日 - 校舎増築工事が町議会で承認される。
  - 8月2日 - 学校増築工事開始。
- 1992年（平成4年）
  - 2月13日 - 県教育長より「学校保健の実践推進校」の感謝状授与。
  - 2月14日 - 垂直式救助袋設置。
  - 3月31日 - 新校舎完成（6教室）。
  - 9月4日 - 開校10周年記念航空写真撮影。
  - 11月16日 - 開校10周年記念式典・祝賀会。
  - 12月6日 - 学校保健委員会講演会。
- 1994年（平成6年）
  - 9月4日 - 開校10周年記念航空写真撮影。
  - 9月13日 - 本校初のバザー実施
  - 10月12日 - 旧校舎ペンキ塗り。
  - 11月30日 - 県教育委員会表彰（学校保健）。
- 1993年（平成5年）4月1日 - なかよし学級開設（児童数1名）。
- 1996年（平成8年）
  - 1月30日 - 遊具撤去（ジャングルジム）
  - 10月1日 - 第一回「秋の子ども祭り」開催。
  - 11月19日 - 校庭拡張。
- 1997年（平成9年）8月31日 - つどいの木の広場完成。
- 1998年（平成10年）6月20日 - 体育小屋完成。
- 2000年（平成12年）
  - 3月3日 - 北側増築教室完成（3教室）。
  - 3月31日 - バリアフリー改修工事完成。
- 2001年（平成13年）
  - 6月1日 - プール日よけ改修。
  - 7月27日 - 青門、白門の門扉取り付け。
  - 8月9日 - 2・3階廊下に手すりを取り付け
  - 10月13日 - もうすぐ20祭～中央小わいわいバザー～実施。
  - 12月4日 - この日から6日まで、第1回学校開放。
  - 12月25日 - 校長室・職員室窓ガラス交換。
- 2002年（平成14年）
  - 2月1日 - 食堂棟屋根補修。
  - 6月24日 - 航空写真撮影。
  - 11月5日 - 滑り台改修工事。
  - 11月8日 - 開校20周年記念式典挙行。
- 2003年（平成15年）
  - 5月 - プール出入口工事。
  - 8月 - 体育館鍛帳新調。
  - 10月 - 蛍光灯増設工事。
- 2004年（平成16年）
  - 8月 - コンピュータ室整備、PC40台、スキャナー等、校内LAN整備。
  - 10月 - 黒板修理。
- 2005年（平成17年）6月 - 教室更衣カーテン設置（4学年以上）。
- 2006年（平成18年）
  - 3月 - 全普通教室扇風機設置。
  - 9月 - 体育館ステージ文字幕交換。
  - 12月 - 共同実施事務室設置。
- 2007年（平成19年）3月 - 体育館西側暗幕交換。
- 2008年（平成22年）
  - 4月 - 文部科学省「人権教育研究開発校」指定。
  - 6月  - 「子ども安全連絡網」導入。
  - 10月 - 一輪車小屋修理。
- 2009年（平成21年）
  - 2月 - 県教弘済教育奨励賞最優秀賞受賞（日本語教室）。
  - 4月 - 地デジ対応テレビ設置（各教室、特別教室）。
  - 8月 - 校内LAN整備。
- 2010年（平成22年）1月22日 - 文部科学省『人権教育研究開発校』研究発表。
- 2014年（平成26年）11月7日 - 群馬県小学校国語教育研究協議会研究発表。
- 2015年（平成27年）7月1日 - この日から翌年3月31日まで、大規模改修工事。
- 2016年（平成28年）5月31日 - プ－ル改修完了。

## 通学区域
出典
- 上飯島
- 南玉
- 後箇
- 上茂木
- 福島（3番地8号～3番地49号を除く）
- 下新田（藤岡・大胡線を境に東側、288番地1号～403番地7号、507番地1号～583番地2号、743番地1号～902番地2号、1113番地以降）
- 下之宮（326番地1号、326番地12号～326番地16号）
- 上之手（1618番地1号～1619番地12号、1743番地1号～1746番地9号）

## 学校周辺
- 玉村町歴史資料館
- 玉村町文化センター
  - 玉村町立図書館
- 交通広場（玉村町コミュニティバス「たまりん」バスターミナル）
- 国道354号線
- 群馬県道40号藤岡大胡線

## アクセス
- 玉村町コミュニティバス「たまりん」で、「交通広場」停留所から、徒歩約480m・約8分。

## 進学先中学校
- 玉村町立玉村中学校
- 玉村町立玉村南中学校

## 著名な出身者
- 大野敏隆 - 元サッカー選手